# غابرييل توماس
غابرييل توماس (مواليد 7 ديسمبر 1996) هي لاعبة ألعاب قوى أمريكية، فازت بالميدالية البرونزية في أولمبياد 2020 في منافسات ال 200 متر سيدات.